# Carnegie-Bibliothek (Reims)

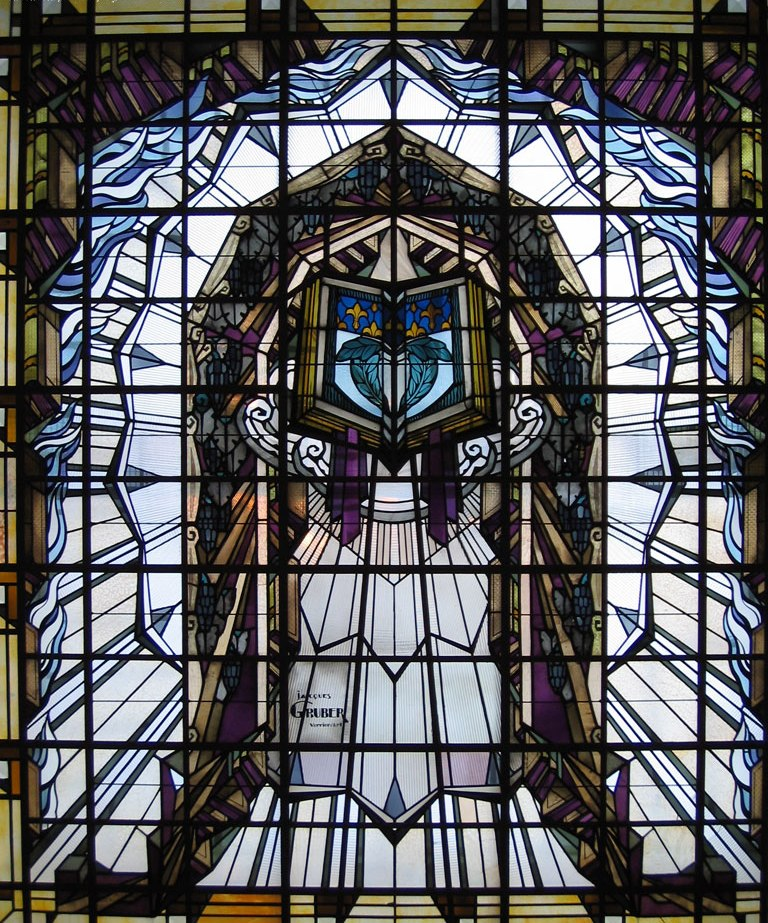
Glasdach des Leseraums

Die Carnegie-Bibliothek ist ein Bibliotheksstandort der Stadtbibliothek von Reims. Daneben gibt es 5 weitere Bibliotheken und einen Bücherbus.
Nach den Plänen des Architekten Max Sainsaulieu (1870–1953) wurde die Bibliothek ab 1921 gebaut. Nach siebenjähriger Bauzeit wurde sie am 10. Juni 1928 in Anwesenheit von Staatspräsident Gaston Doumergue feierlich eingeweiht. Die Konstruktion berücksichtigte die seinerzeit neuesten Entwicklungen in der Bibliothekswissenschaft.
Als Mäzen und Namensgeber fungierte der schottische Industrielle und Stahlmagnat Andrew Carnegie, der entsprechende Mittel nach dem Ersten Weltkrieg zur Verfügung stellte. Es war Carnegies Anliegen, jedem den Zugang zu einer freien öffentlichen Bibliothek zu ermöglichen, damit niemand von Bildung ausgeschlossen ist.
Dieses Meisterwerk des Art déco hat eine außergewöhnliche Ausstattung. Dazu zählen unter anderem der Kronleuchter der großen Eingangshalle, entworfen vom Reimser Glaskünstler Jacques Simon, und das große Glasdach des Leseraums von Jacques Grüber.